# Towarzystwo Ewangelickie Oświaty Ludowej
Towarzystwo Ewangelickie Oświaty Ludowej – organizacja założona w Cieszynie w 1881 roku z inicjatywy Franciszka Michejdy i Jana Kubisza. Jej działaczem był Jerzy Kotula. Zadaniem Towarzystwa było wydawanie polskich książek ewangelickich i świeckich.